# Liste des cours d'eau de l'île de Man
Pour un article plus général, voir Géographie de l'île de Man.

Plan de l'île de Man avec hydrographie

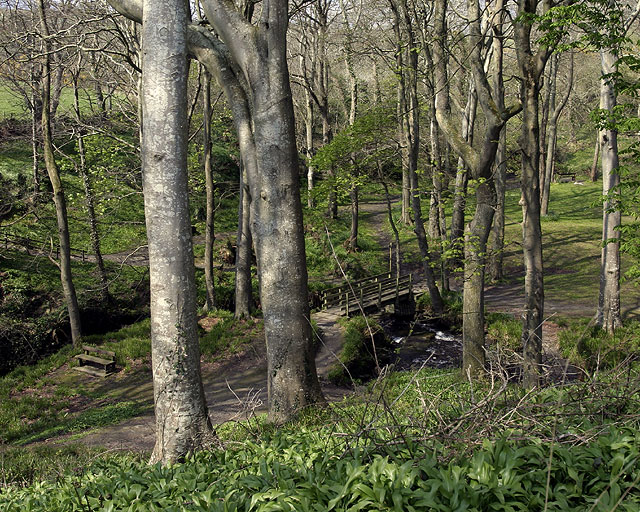
La Colby passant dans la vallée de Colby.

Liste les cours d'eau de l’île de Man présentée géographiquement, dans le sens inverse des aiguilles d’une montre, en partant de Douglas, la capitale de l’île. Les affluents sont également indiqués.

## Les cours d’eau
- Dhoo-Glass (fleuve côtier)
  - Glass (rivière)
    - Baldwin River (rivière)
      - Sulby River (rivière)

  - Dhoo (rivière)
    - Greeba River (rivière)
- Ballacottier River (fleuve côtier)
- Laxey (fleuve côtier)
  - Glenroy River (rivière)
- Sulby (fleuve côtier)
  - Glen Auldlyn River (rivière)
- Lhen Trench (fleuve côtier)
- Kilane River (fleuve côtier)
- Neb (fleuve côtier)
  - Blaber River (rivière)
- Colby (fleuve côtier)
- Silverburn (fleuve côtier)
- Santon Burn (fleuve côtier)
- Crogga River (fleuve côtier)

## Folklore mannois
Selon la tradition mannoise, les cours d’eau et les cascades de l’île abritent des créatures fantastiques appelées bugganes.